# Evenwichtsconstante
De evenwichtsconstante van een chemische reactie geeft aan in welke richting een reactie verloopt en hoe het chemisch evenwicht gesitueerd ligt. Elke evenwichtsreactie heeft een evenwichtsconstante en deze is alleen afhankelijk van de temperatuur en de reagerende stoffen, maar niet van de verdelingsgraad en concentratie. De waarde van het getal zegt niets over de snelheid van de reactie.

## Definitie
Voor een gegeven chemische reactie
{\displaystyle {\ce {aA + bB <=> cC + dD}}}
a, b, c en d zijn het aantal molequivalent van respectievelijk stof/ion A, B, C en D.
dan geldt:
{\displaystyle Q={\frac {[C]^{c}[D]^{d}}{[A]^{a}[B]^{b}}}}
Deze formule wordt de concentratiebreuk van het evenwicht genoemd. Voor een systeem dat in evenwicht is geldt dat de waarde van de concentratiebreuk Q gelijk is aan de evenwichtsconstante K:
{\displaystyle Q=K}
De thermodynamische uitdrukking voor de evenwichtsconstante horende bij een systeem waarbij reagentia R worden omgezet in reactieproducten P, elk met een gegeven coëfficiënt (respectievelijk νR en νP):
{\displaystyle \mathrm {\sum _{R}\nu _{R}R\ \rightleftharpoons \sum _{P}\nu _{P}P} }
wordt algemeen beschreven als:
{\displaystyle K_{a}={\frac {\prod _{P}a_{P}^{\nu _{P}}}{\prod _{R}a_{R}^{\nu _{R}}}}}
Deze uitdrukking, ook wel de evenwichtsvergelijking genoemd, is de belangrijke centrale vergelijking in de theoretische benadering van het chemisch evenwicht.
Indien een systeem niet in evenwicht is, is Q dus niet gelijk aan K en zal evenwicht zich moeten instellen. Hierbij verandert netto gezien de hoeveelheid van de reactanten en producten. Als het evenwicht is ingesteld verlopen de reacties nog wel, maar is het nettoresultaat 0.
Afhankelijk van de beschreven stof en de mate van noodzakelijke theoretische correctheid worden er voor [A] tot en met [D] verschillende zaken ingevuld. Compleet theoretisch correct moeten activiteiten van de verschillende reagentia en producten ingevuld worden. Vooral voor geconcentreerdere oplossingen wordt de chemische werkelijkheid dan beter beschreven. Voor praktisch gebruik in verdunde oplossingen gelden andere regels:
- Voor opgeloste stoffen wordt de concentratie in mol·L−1 genomen
- Voor gassen wordt de partiële druk in atm genomen
- Voor vaste stoffen mag 1 ingevuld worden
- Voor oplosmiddelen mag 1 ingevuld worden

Een evenwichtsconstante groter dan 1 geeft aan dat het evenwicht verschoven is naar de productzijde. Er is dan bij evenwicht meer product dan reactant aanwezig. Hoe groter de evenwichtsconstante, hoe meer product er wordt gevormd. Een K-waarde kleiner dan 1 geeft aan dat er meer reactant overblijft dan er product gevormd wordt. Hoe kleiner de evenwichtsconstante des te minder product wordt gevormd.

## Reactant en product
In bovenstaande definitie is het niet belangrijk hoe de reactie genoteerd wordt. Voor het beschrijven van het evenwicht van bijvoorbeeld de reactie tussen chloormonofluoride en broommonojodide enerzijds en broommonofluoride en chloormonojodide anderzijds kunnen twee beschrijvingen gekozen worden, afhankelijk van welke combinatie als van stoffen als product beschouwd wordt:
{\displaystyle {\ce {ClF + IBr <=> BrF + ICl}}}
waarbij:
{\displaystyle \mathrm {K_{d}\ =\ {\frac {[BrF][ICl]}{[ClF][IBr]}}} }
en
{\displaystyle \mathrm {BrF\ +\ ICl\ \rightleftharpoons \ ClF\ +\ IBr} }
waarbij:
{\displaystyle \mathrm {K_{d}\ =\ {\frac {[ClF][IBr]}{[BrF][ICl]}}} }
De waarde van de eerste breuk is de reciproke van de tweede. In dit geval bestaat er geen afspraak over wat als reactant wordt beschouwd en wat als product. In gevallen dat als de reactie de ene kant op gelezen wordt 1 deeltje in meerdere uiteen valt, of andersom gezien, wordt samengesteld, wordt de reactie genoteerd als het uiteenvallen van het deeltje. Zo worden zuurconstanten altijd genoteerd als het uiteenvallen van het niet-gedissocieerde zuur, oplosbaarheidsproducten als het in oplossing gaan van de vaste stof, en de stabiliteit van complexen beschreven als het uiteenvallen van het complex, de constante is dan eigenlijk een instabiliteitsconstante.

## Getalwaarden
Omdat gelijksoortige evenwichtsconstanten vaak met elkaar vergeleken moeten worden en anderzijds sterk in grootteorde kunnen verschillen, wordt vaak gebruikgemaakt van de logaritme van de K-waarde. Zo worden de evenwichtsconstanten van de reacties waarbij H +  worden opgenomen en afgestaan vaak als pKz of pKb vermeld. De p staat dan voor de negatieve logaritme van basis 10.

## Eenheden
Thermodynamisch wordt de evenwichtsconstante K altijd als een dimensieloze grootheid gedefinieerd in termen van de activiteiten van de reactanten:
{\displaystyle p\mathrm {A} +q\mathrm {B} \rightleftarrows r\mathrm {C} +s\mathrm {D} }
p, q, r en s zijn het aantal molequivalent van respectievelijk stof/ion A, B, C en D.
dan geldt:
{\displaystyle K={\frac {{a(C)}^{r}{a(D)}^{s}}{{a(A)}^{p}a{(B)}^{q}}}}
Activiteiten worden doelbewust dimensieloos gemaakt door een niet-nul referentiepunt te kiezen voor iedere concentratie en daardoor te delen. Deze standaard wordt in de oudere thermodynamische literatuur aangegeven met het Plimsollteken (o). Helaas geeft dat teken grafische problemen op computers waardoor het vaak ten onrechte door een o vervangen moet worden. (Ook hier..) Het teken o kan de foutieve indruk wekken dat we een concentratie= 0 als aftelpunt nemen en dat is juist niet de bedoeling, omdat bij deling door nul problemen ontstaan.
Voor verdunde systemen zoals gassen en ideale oplossingen is de activiteit gelijk aan de dimensieloos gemaakte concentratie (of partiële druk):
{\displaystyle a(A)={\frac {conc(A)}{conc(standaard)}}}
Voor niet-ideale systemen wordt de afwijking ten opzichte van de concentratie weergegeven door een extra dimensieloze coëfficiënt γ (de activiteitscoëfficiënt) in te lassen:
{\displaystyle a(A)=\gamma .{\frac {conc(A)}{conc(standaard)}}}
De standaardconcentratie heeft altijd een numerieke waarde van één maar dezelfde eenheden als de concentratie van de reactant.
Wanneer 1 mol per liter als aftelpunt genomen wordt en de concentratie dus in molariteit uitgedrukt wordt, kunnen we de concentratie met rechte haken schrijven als [A] en [1].
Wanneer we deze definitie invullen in de definitie voor de evenwichtsconstante kan deze in drie factoren ontbonden worden:
{\displaystyle K={\frac {{\gamma (C)}^{r}{\gamma (D)}^{s}}{{\gamma (A)}^{p}\gamma {(B)}^{q}}}.{\frac {{[C]}^{r}{[D]}^{s}}{{[A]}^{p}{[B]}^{q}}}.{\frac {{[1]}^{p}{[1]}^{q}}{{[1]}^{r}{[1]}^{s}}}=K(\gamma ).K(c).K^{\ominus }}
In het ideale geval zijn zowel Kγ als  Ko numeriek gelijk aan 1, maar de laatste factor heeft wel een dimensie en wel de omgekeerde eenheden van Kc.
Op zich is de keuze van het aftelpunt vrij, we kunnen ook 1 mol per kilogram (molaliteit) nemen of 1 mol per mol (molfractie) en in sommige gevallen is een molfractie verkieslijk boven een molariteit. Het is zelfs mogelijk voor iedere reactant een ander aftelpunt te nemen. Voor ieder stelsel van keuzes is K dimensieloos, echter de numerieke waarde van K zal verschillend zijn in ieder stelsel... Bij tabellering van K kunnen we dus de grootte van Kc (de eigenlijke concentratiebreuk) schrijven onder weglating van de dimensies, maar we moeten wel vermelden wat het aftelpunt was. Dit heeft vaak tot verwarring in de literatuur geleid.
Voor zuivere vaste stoffen en vloeistoffen (gecondenseerde fasen) is de activiteit gelijk aan één en als zij deelnemen aan de reactie (bijvoorbeeld als de reactie in water plaatsvindt en water gevormd wordt) vallen zij daarom weg uit de evenwichtsconstante.

## Zouten
Vele oplossingen zijn niet ideaal. In feite geldt dat alleen oplossingen van niet-geladen deeltjes over een redelijk concentratiebereik als ideaal beschouwd kunnen worden. Oplossingen van zouten die geladen ionen bevatten (bijvoorbeeld zeewater) zijn zelden ideaal. In dat geval is de factor Kγ niet gelijk aan 1 en moet dus in beschouwing genomen worden. De waarde van Kc wordt dan mede bepaald door alle andere ionen die in de oplossing aanwezig zijn, ook als zij niet aan het evenwicht deelnemen. Bovendien is de lading van de ionen van groot belang. Men kan dat het beste uitdrukken in de ionsterkte, die de som is van alle concentraties gewogen met het kwadraat van de lading. Een driewaardig ion telt dus voor 9 en een tweewaardig voor 4. 
De evenwichtsconstante is min of meer constant als men de ionsterkte constant houdt, maar hetzelfde evenwicht kan in zoet water een andere ligging hebben dan in zeewater omdat de ionsterkte in zeewater veel hoger is.

## Soorten evenwichtsconstanten
Onderstaande lijst is beslist niet volledig maar somt een aantal van de meest gebruikte evenwichtsconstanten op:
| Symbool | Logaritmische notatie | Omschrijving                                                |
| ------- | --------------------- | ----------------------------------------------------------- |
| Kz      | pKz                   | zuurconstante, hoe makkelijk wordt het H+ afgestaan         |
| Kb      | pKb                   | baseconstante, hoe makkelijk wordt het H+ opgenomen         |
| Ks      | pKs                   | oplosbaarheidsproduct                                       |
| Kow     | pow                   | verdelingsconstante, tussen octanol en water                |
| Kd      | pKd                   | stabiliteitsconstante (dissociatieconstante voor complexen) |

## Gebruik
De constante kan gebruikt worden om de reactie van een mengsel op het toevoegen van reactanten/reagentia te bepalen, bijvoorbeeld bij synthese van bepaalde verbindingen.
De oplosbaarheid van zouten kan met het oplosbaarheidsproduct worden berekend.